# Mister Buddwing
Mister Buddwing és una pel·lícula estatunidenca dirigida per Delbert Mann, estrenada el 1966.

## Argument
Un home es desperta en un banc al Central Park de Nova York, sense saber qui és ni per què hi és. A la butxaca troba un tros de paper amb un número de telèfon que el porta a una dona, Glòria, que tracta d'ajudar-lo. Durant la seva investigació es troba amb tres dones, cadascuna d'elles recorda una persona anomenada Grace. Qui és aquesta dona?

## Repartiment
- James Garner: Mister Buddwing
- Jean Simmons: La rossa
- Suzanne Pleshette: Fiddle
- Katharine Ross: Janet
- Angela Lansbury: Gloria
- George Voskovec: Shabby Old Man
- Jack Gilford: Mr. Schwartz
- Joe Mantell: taxista
- Raymond St. Jacques: Hank
- Ken Lynch: Dan
- Wesley Addy: Jugador de daus
- Romo Vincent: Jugador de daus
- Nichelle Nichols: Jugador de daus
- John Dennis: Jugador de daus
- Kam Tong: Jugador de daus

## Premis i nominacions

### Nominacions
- 1967: Oscar a la millor direcció artística per George W. Davis, Paul Groesse, Henry Grace i Hugh Hunt
- 1967: Oscar al millor vestuari per Helen Rose